# Saint-Dizier
Saint-Dizier è un comune francese di 27 129 abitanti situato nel dipartimento dell'Alta Marna nella regione del Grand Est. Il quartiere del Vert-Bois è uno dei maggiori falansteri della Francia, se paragonato ad altre città della stessa grandezza. I poteri pubblici francesi la considerano dal 1998 Zone urbaine sensible (ZUS), zona urbana sensibile, a cui indirizzare prioritariamente le politiche civiche.

## Comuni limitrofi
- nord = Chancenay, Trois-Fontaines-l'Abbaye (dipartimento della Marna)
- nordest = Bettancourt-la-Ferrée
- est  = Ancerville (dipartimento della Mosa)
- sudest = Roches-sur-Marne
Eurville-Bienville
Troisfontaines-la-Ville
- sud   = Humbécourt
- sudovest  = Laneuville-au-Pont, Moëslains, Valcourt
- ovest      = Hallignicourt
- nordovest = Villiers-en-Lieu

## Società

### Evoluzione demografica
Abitanti censiti